# Raffaele Fitto
Raffaele Fitto, italijanski politik, * 28. avgust 1969, Maglie, Italija.
Od leta 2022 je bil v italijanski vladi premierke Giorgie Meloni minister za evropske zadeve ter minister za južno in kohezijsko politiko. Kot član Bratov Italije (FdI) je bil pred tem od leta 2000 do 2005 predsednik Apulije  ter med letoma 2008 in 2011 minister za regionalne zadeve in teritorialno kohezijo v četrti vladi  Silvia Berlusconija.
1. decembra 2024 je postal evropski komisar za kohezijo in reforme ter podpredsednik Evropske komisije.

## Kariera
Fitto, rojen v Maglieju v Apuliji, je politično kariero začel v devetdesetih letih prejšnjega stoletja v Krščanski demokraciji (DC), vladajoči stranki povojne Italije. Ko je bila stranka razpuščena z rojstvom Druge italijanske republike, se je pridružil političnim strankam naslednicam DC in krščanskodemokratskim strankam, kot so Italijanska ljudska stranka (PPI), Združeni krščanski demokrati (CDU) in Krščanski demokrati za svobodo (CDL).
Leta 1999 je bil izvoljen v Evropski parlament na volilni listi Forza Italia (FI), katere član je bil od leta 2001 do 2009, ko se je pridružil Ljudstvu svobode (PdL), novi stranki Silvia Berlusconija. 17. maja 2015 je Fitto zapustil novo Forza Italia, ki se ji je pridružil, ko je bila ponovno ustanovljena leta 2013, in skupino Evropske ljudske stranke, da bi se pridružil Evropskim konservativcem in reformistom. Od leta 2015 do 2017 je bil Fitto član konservativcev in reformistov (CoR). Leta 2017 se je pridružil Smeri Italije (DI), ki jo je zapustil leta 2019 in se pridružil stranki Bratje Italije, ki jo vodi Giorgia Meloni. Ta ga je leta 2022 imenovala v svojo vlado, v Evropskem parlamentu pa ga je zamenjal Denis Nesci.
Po evropskih volitvah leta 2024 ga je italijanska vlada predlagala za novega evropskega komisarja, predsednica komisije Ursula von der Leyen mu je namenila resor kohezije in reform. Med kandidati je vzbudil največ pozornosti, številne evropske skupine so nasprotovale temu, da bi Fitto postal tudi podpredsednik Evropske komisije. Obe funkciji je nastopil 1. decembra 2024.
Fitto se je soočil z obtožbami korupcije in nezakonitega financiranja političnih strank v zvezi z donacijo podjetja Tosinvest v višini 500.000 evrov. Ta denar naj bi bil podkupnina za pridobitev upravljanja enajstih domov za ostarele v Apuliji. Fitto je bil leta 2009 obsojen zaradi zlorabe položaja in korupcije, a je bil leta 2015 oproščen vseh obtožb na sodišču druge stopnje, leta 2017 pa tudi na vrhovnem sodišču.
Poleg tega je bil Fitto vpleten v preiskavo v zvezi s prodajo podjetja Cedis med letoma 2004 in 2006, ko naj bi bila med njegovim predsedovanjem izvedena sporna prodaja. Obtožbe so bile vložene leta 2009, vendar je bil leta 2017 na sodišču druge stopnje tudi v tem primeru oproščen vseh obtožb. Obe zadevi kažeta na dolgotrajne sodne procese, ki so končno privedli do popolne oprostitve.